# Óscar Humberto Mejía Victores
Óscar Humberto Mejía Victores (Cidade da Guatemala, 9 de dezembro de 1930 - Cidade da Guatemala, 1 de fevereiro de 2016) foi o Presidente da Guatemala de 8 de agosto de 1983 a 14 de agosto de 1986.